# 李湖
李湖（？—1781年），字又川，江西省南昌府南昌縣人，清朝政治人物、進士出身。諡恭毅。

## 生平
乾隆四年，登進士，改山東武城縣知縣。后調任郯城縣知縣。乾隆二十年，任寧海州知州。乾隆二十六年，任山東泰安府知府，后改直隸大名府知府、保定府知府。乾隆三十三年，任直隸通永道、清河道、直隸按察使。乾隆三十五年，任江蘇布政使，護理江蘇巡撫。乾隆三十六年，任貴州巡撫。乾隆三十七年，署雲南巡撫，后實授雲南巡撫。乾隆四十三年，任湖南巡撫。乾隆四十五年，任廣東巡撫。